# Torneo de Varsovia 2022
El WTA Poland Open 2022 fue un torneo profesional de tenis jugado en canchas de arcilla. Fue la 2ª edición del torneo y formó parte del WTA Tour 2022. Se llevó a cabo en Varsovia (Polonia) entre el 19 y el 25 de julio de 2022.

## Distribución de puntos
| Modalidad           | Campeona | Finalista | Semifinales | Cuartos de final | 2.ª ronda | 1.ª ronda | Clasificadas | 2.ª ronda de clasificación | 1.ª ronda de clasificación |
| Individual femenino | 280      | 180       | 110         | 60               | 30        | 1         | 18           | 12                         | 1                          |
| Dobles femenino     | 280      | 180       | 110         | 60               | 1         | -         | -            | -                          | -                          |

## Cabezas de serie

### Individuales femenino
| Tenista            | Ranking | Preclasificada |
| Iga Świątek        | 1       | 1              |
| Yulia Putintseva   | 39      | 2              |
| Sara Sorribes      | 41      | 3              |
| Irina-Camelia Begu | 44      | 4              |
| Caroline Garcia    | 48      | 5              |
| Anna Bondár        | 50      | 6              |
| Nuria Párrizas     | 54      | 7              |
| Petra Martić       | 55      | 8              |
| Varvara Gracheva   | 89      | 9              |
| Jasmine Paolini    | 61      | 10             |
| Maryna Zanevska    | 72      | 11             |

- Ranking del 18 de julio de 2022.

### Dobles femenino
| Tenista                             | Ranking | Preclasificada |
| Anna Bondár Kimberley Zimmermann    | 119     | 1              |
| Katarzyna Kawa Alicja Rosolska      | 125     | 2              |
| Natela Dzalamidze Viktorija Golubic | 159     | 3              |
| Anna Danilina Anna-Lena Friedsam    | 174     | 4              |

## Campeonas

### Individual femenino
Caroline Garcia venció a  Ana Bogdan por 6-4, 6-1

### Dobles femenino
Anna Danilina  /  Anna-Lena Friedsam vencieron a  Katarzyna Kawa  /  Alicja Rosolska por 6-4, 5-7, [10-5]